# Аь
АЬ, аь – dwuznak cyrylicy wykorzystywany w zapisie języka inguskiego, lakijskiego, nogajskiego, rutulskiego, tabasarańskiego, udyjskiego i czeczeńskiego.

## Zastosowanie
W piśmie języka lakijskiego dźwiękiem dwuznaku jest [aˤ], czyli faryngalizowaną samogłoską otwartą przednią niezaokrągloną.
W piśmie języka inguskiego, nogajskiego, rutulskiego, tabasarańskiego, udyjskiego i czeczeńskiego dźwiękiem litery jest [æ], samogłoska prawie otwarta przednia niezaokrąglona.

## Kodowanie
| Forma     | Wygląd | Części składowe | Części składowe |
| --------- | ------ | --------------- | --------------- |
| majuskuła | АЬ     | U+0410 А        | U+044C Ь        |
| minuskuła | аь     | U+0430 а        | U+044C ь        |